# Corallinaceae
Corallinaceae es una de las dos familias coralinas existentes de algas rojas, que se diferencian de la morfológicamente similares Sporolithaceae por su formación de cámaras esporangiales agrupadas en soros. Corallinoideae es monofilética; las otras subfamilias forman otro grupo monofilético.

## Géneros
Los siguientes géneros están listados en World Register of Marine:
- Subfamilia Amphiroideae
  - Genus Amphiroa J.V. Lamouroux, 1812
  - Genus Lithothrix J.E. Gray, 1867
- Subfamilia Corallinoideae
  - Genus Alatocladia (Yendo) Johansen, 1969
  - Genus Arthrocardia Decaisne, 1842
  - Genus Bossiella P.C. Silva, 1957
  - Genus Calliarthron Manza, 1937
  - Genus Cheilosporum (Decaisne) Zanardini, 1844
  - Genus Chiharaea Johansen, 1966
  - Genus Corallina Linnaeus, 1758
  - Genus Haliptilon (Decaisne) Lindley, 1846
  - Genus Jania J.V. Lamouroux, 1812
  - Genus Marginisporum (Yendo) Ganesan, 1968
  - Genus Pachyarthron Manza, 1937
  - Genus Rhizolamiella Shevejko, 1982
  - Genus Serraticardia (Yendo) P.C. Silva, 1957
  - Genus Yamadaia Segawa, 1955
- Subfamilia Lithophylloideae
  - Genus Crodelia Heydrich, 1911
  - Genus Ezo Adey, Masaki & Akioka, 1974
  - Genus Lithophyllum Philippi, 1837
  - Genus Paulsilvella Woelkerling, Sartoni & Boddi, 2002
  - Genus Titanoderma Nägeli in Nägeli & Cramer, 1858

- Subfamilia Mastophoroideae
  - Genus Hydrolithon Foslie, 1909
  - Genus Lesueuria Woelkerling & Ducker, 1987
  - Genus Mastophora Decaisne, 1842
  - Genus Metamastophora Setchell, 1943
  - Genus Neogoniolithon Setchell & Mason, 1943
  - Genus Paraspora Heydrich, 1900
  - Genus Pneophyllum Kützing, 1843
  - Genus Spongites Kützing, 1841
- Subfamilia Metagoniolithoideae
  - Genus Metagoniolithon Weber-van Bosse, 1904
- Inasignado
  - Genus Archaeolithothamnion Foslie, 1898
  - Genus Archaeolithothamnium Rothpletz, 1891
  - Genus Dermatolithon Foslie, 1898
  - Genus Fosliella M.A. Howe, 1920
  - Genus Heteroderma Foslie, 1909
  - Genus Litholepis
  - Genus Lithoporella (Foslie) Foslie, 1909
  - Genus Masakia Kloszcova, 1987
  - Genus Masakiella Guiry & Selivanova, 2007
  - Genus Multisiphonia R. C. Tsao & Y. Z. Liang, 1974
  - Genus Paracolonnella Y.Z. Liang & R.C. Tsao, 1974
  - Genus Paraconophyton Y.Z. Liang & R.C. Tsao, 1974
  - Genus Porolithon Foslie, 1909
  - Genus Pseudogymnosolen Y.Z. Liang & R.C. Tsao, 1974
  - Genus Pseudolithophyllum Marie Lemoine, 1913